# Pleopeltis
Pleopeltis är ett släkte av stensöteväxter. Pleopeltis ingår i familjen Polypodiaceae.

## Bildgalleri

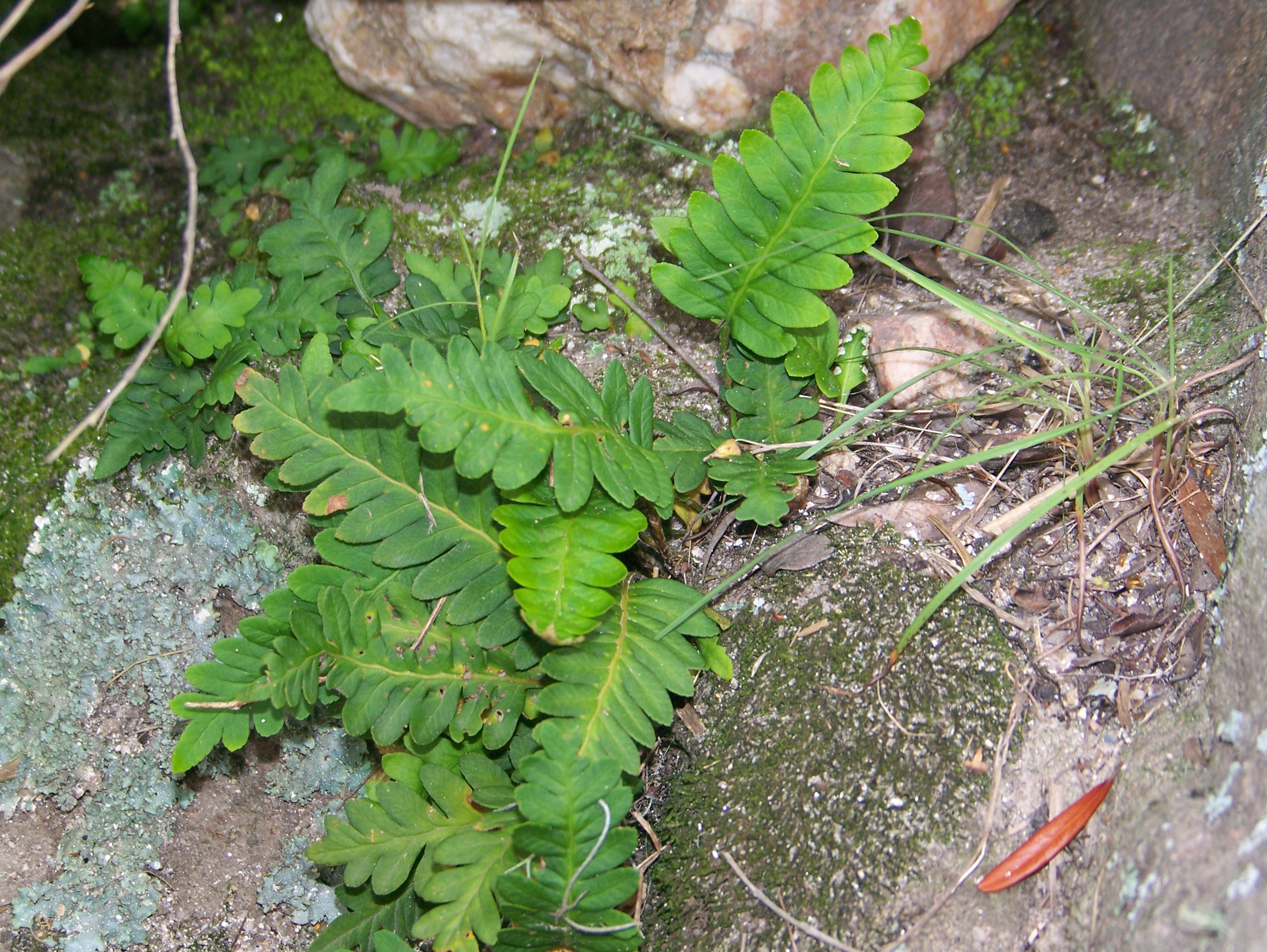

## Dottertaxa tillPleopeltis, i alfabetisk ordning[1]
- Pleopeltis alansmithii
- Pleopeltis alborufula
- Pleopeltis angusta
- Pleopeltis appressa
- Pleopeltis astrolepis
- Pleopeltis balaonensis
- Pleopeltis ballivianii
- Pleopeltis bampsii
- Pleopeltis bartlettii
- Pleopeltis bombycina
- Pleopeltis bradei
- Pleopeltis bradeorum
- Pleopeltis bryopoda
- Pleopeltis buchtienii
- Pleopeltis coenosora
- Pleopeltis collinsii
- Pleopeltis complanata
- Pleopeltis conzattii
- Pleopeltis crassinervata
- Pleopeltis cryptocarpon
- Pleopeltis desvauxii
- Pleopeltis disjuncta
- Pleopeltis fallacissima
- Pleopeltis fallax
- Pleopeltis fossa
- Pleopeltis fraseri
- Pleopeltis friedrichsthaliana
- Pleopeltis fructuosa
- Pleopeltis furfuracea
- Pleopeltis guttata
- Pleopeltis gyroflexa
- Pleopeltis hirsutissima
- Pleopeltis intermedia
- Pleopeltis kolesnikovii
- Pleopeltis lepidopteris
- Pleopeltis lepidotricha
- Pleopeltis leucospora
- Pleopeltis lindeniana
- Pleopeltis macrocarpa
- Pleopeltis macrolepis
- Pleopeltis madrense
- Pleopeltis masafuerae
- Pleopeltis megalolepis
- Pleopeltis melanoneura
- Pleopeltis mexicana
- Pleopeltis microgrammoides
- Pleopeltis minarum
- Pleopeltis minima
- Pleopeltis monoides
- Pleopeltis montigena
- Pleopeltis muenchii
- Pleopeltis murora
- Pleopeltis myriolepis
- Pleopeltis nicklesii
- Pleopeltis oreophila
- Pleopeltis orientalis
- Pleopeltis panamensis
- Pleopeltis pinnatifida
- Pleopeltis pinnatisecta
- Pleopeltis platylepis
- Pleopeltis plebeja
- Pleopeltis pleopeltidis
- Pleopeltis pleopeltifolia
- Pleopeltis polylepis
- Pleopeltis polypodioides
- Pleopeltis pycnocarpa
- Pleopeltis pyrrholepis
- Pleopeltis remota
- Pleopeltis repanda
- Pleopeltis riograndensis
- Pleopeltis rosei
- Pleopeltis rzedowskiana
- Pleopeltis sanctae-rosae
- Pleopeltis simiana
- Pleopeltis sordidula
- Pleopeltis squamata
- Pleopeltis stolzei
- Pleopeltis subvestita
- Pleopeltis thyssanolepis
- Pleopeltis tricholepis
- Pleopeltis tridens
- Pleopeltis trindadensis
- Pleopeltis tweediana
- Pleopeltis villagranii